# ابان بن تغلب
أبان بن تغلب جُرَیری (؟ -۷۵۸م) قاری و لغوی شیعی کوفی بود. از شاگردان برجسته‌ی علی بن الحسین (زین العابدین) چهارمین امام شیعیان، و از رجال حدیث است که رجال شیعه و سنی به اخبار و روایات او اعتماد داشته‌اند. او در فقه و ادبیات عرب و قرائت قرآن سرآمد بود. کتاب‌هایی تألیف کرده از جمله: تفسیر غریب القرآن و کتاب الفضائل. ابان قرائت منحصربه‌فردی در قرآن داشت که هم‌اکنون نزد قاریان قرآن مشهور است.
ابان بن تغلب عمر زیادی کرد و توانست احادیثی از محمد باقر و فرزندش جعفر صادق هم نقل کند. شهرت ابان در علم و دانش به حدی بود که وقتی به مدینه می رفت، برایش راه می گشودند و اجازه می دادند در مسجد پیامبر، بر ستون مشهوری که پیامبر تکیه می زد، تکیه بزند.

## دیدگاه شیعه
شیخ طوسی در مورد او گفته است: «وی امام سجاد، امام باقر و امام صادق را درک کرده است... او قابل اعتماد است و در میان اصحاب ائمه منزلت عظیمی دارد.»
«نجاشی» او را دارای جایگاهی عظیم می‌داند.
در رجال کشی آمده است که باقر از او خواسته است در مسجد کوفه بنشیند و فتواهای شرعی بدهد. باقر در ستایش او گفته است «براستی دوست می دارم کسانی چون تو را در میان شیعۀ خود ببینم.»
کتاب تهذیب المقال مفصل ترین شرح و تحقیق درباره ابان بن تغلب را ارائه داده است.

## دیدگاه اهل تسنن
عده‌ی زیادی از علمای اهل سنت با اقرار به شیعه‌بودن او، روایاتش را مورد اعتماد دانسته‌اند و از او حدیث نقل کرده‌اند. نظیر نسائی، حاکم، ابن سعد، ذهبی 

## مرگ
بنا بر معجم رجال الحدیث او در زمان حیات جعفر صادق ششمین امام شیعیان در سال ۱۴۱ هجری قمری درگذشت.